# Goodbye Lullaby
Goodbye Lullaby – czwarty album kanadyjskiej wokalistki pop-rockowej Avril Lavigne, wydany 2 marca 2011 roku w Japonii, a 8 marca tego samego roku w Stanach Zjednoczonych. Wydawnictwo osiągnęło duży sukces komercyjny, dochodząc do pierwszej pozycji listy najlepiej sprzedających się albumów w pięciu krajach oraz do czwartego miejsca na Billboard 200. Pierwszy singel, utwór „What the Hell”, stał się międzynarodowym hitem. Druga piosenka promująca album – „Smile”, nie powtórzyła sukcesów poprzednika.

## Geneza powstawania
Ta płyta będzie inna. Jestem teraz starsza i to słychać w mojej muzyce. Nie jest to aż tak poprockowy zestaw, jak moje wcześniejsze wydawnictwa. Jest delikatniejszy i głębszy. Pierwszy singel będzie jednak chwytliwy i energiczny - w stylu dawnych numerów.

Prace nad albumem rozpoczęły się w listopadzie 2008 roku, miesiąc po zakończeniu The Best Damn Tour. Pierwszym napisanym utworem przez Lavigne, podczas pobytu w Malezji, był „Black Star”. Początkowo, trzydziestu sekundowy fragment piosenki, został wykorzystany w celu promocji pierwszego zapachu wokalistki o tej samej nazwie. Pod koniec grudnia 2010 roku potwierdzono, że pełna wersja „Black Star” znajdzie się na albumie.
Początkowo liczbę instrumentów ograniczano do minimum, większość piosenek Kanadyjka nagrywała przy udziale gitary akustycznej bądź fortepianu, znaczącego dla niej więcej niż inne instrumenty. Ponieważ posiadała w swoim domu studio nagraniowe, w każdej wolnej chwili mogła pisać i nagrywać. Przed lipcem 2009 roku gotowych było dziewięć utworów (w tym „Fine”, „Everybody Hurts” i „Darlin”). Niektóre z nich Lavigne napisała w wieku piętnastu lat, kiedy jeszcze mieszkała w Napanee.
W maju 2010 roku, pod naciskiem wytwórni, wokalistka powróciła do pracy nad albumem. Najpierw wyjechała do Sztokholmu, w którym znajduje się studio nagraniowe Maksa Martina – Maratone Studio. Wówczas nagrano single „What the Hell” i „Smile”. W sierpniu tego samego roku nawiązała współpracę z Alexem da Kid (znanego z produkcji hitu „Love the Way You Lie”). W czasie sesji nagraniowej Lavigne zachorowała na anginę, chorobę która między innymi utrudniała Kanadyjce śpiewać.
Lista utworów albumu została opublikowana przez oficjalną stronę internetową piosenkarki 21 grudnia 2010 roku. Dwa z nich („4 Real” oraz „Goodbye”) zostały napisane i wyprodukowane wyłącznie przez Lavigne. Przy pracy nad pozostałymi pomogli jej znani tekściarze i kompozytorzy: Max Martin, Shellback, Butch Wallker, Evan Taubenfeld oraz Deryck Whibley. W wywiadzie przeprowadzonym przez magazyn Billboard Kanadyjka przyznała, że chciała aby „głównym instrumentem na albumie był jej głos”.

## Wydanie
Piszę własną muzykę, która mówi o moim życiu. Dlatego zabiera mi to bardzo dużo czasu. Najpierw muszę coś przeżyć, aby następnie napisać o tym piosenkę.

| Kraj              | Data         | Wytwórnia        |
| ----------------- | ------------ | ---------------- |
| Japonia           | 2 marca 2011 | Sony Music Japan |
| Australia         | 4 marca 2011 | RCA Records      |
| Brazylia          | 7 marca 2011 | Sony Music       |
| Polska            | 7 marca 2011 | Sony Music       |
| Wielka Brytania   | 7 marca 2011 | RCA Records      |
| Kanada            | 8 marca 2011 | RCA Records      |
| Stany Zjednoczone | 8 marca 2011 | RCA Records      |

Daty wydania albumu i pierwszego singla kilkakrotnie zostały przesunięte. Początkowo płyta miała ukazać się 17 listopada 2009 roku. W styczniu 2010 roku, wywiadzie z Ryanem Seacrestem Lavigne ogłosiła, że pierwszy singel wyjdzie w kwietniu 2010 roku, a album dwa miesiące później. W maju 2010 roku Kanadyjka powróciła do pracy nad albumem twierdząc, że: „[Goodbye Lullaby] jest zbyt poważny i łagodny. Wróciłam do studia, aby zrównoważyć album. Nie chcę spieszyć się z wydaniem tej płyty. Mam bardzo poważny materiał, dlatego myślę, że trzeba umieścić na nim kilka szybszych piosenek”. Pod koniec 2010 roku Lavigne pojawiła się na okładce listopadowego numeru magazynu Maxime. Podczas wywiadu oświadczyła, że jej album jest gotowy do wydania po ponad dwóch latach pracy i zostanie wydany w marcu 2011 roku. W innym wywiadzie wokalistka oskarżyła własną wytwórnię o utrudnianie pracy nad materiałem, ponieważ żądała od niej bardziej komercyjnych utworów. Ostatecznie album ukazał się najpierw w Japonii (2 marca 2011 roku). Światowa premiera krążka odbyła się 8 marca 2011 roku.

## Warstwa muzyczna i tekstowa
Piosenkarka określiła Goodbye Lullaby jako „album o życiu”. Przyznała, że „łatwo jej się pisze popowe piosenki”, ale uznała je za zbyt mało szczere i prawdomówne. Chciała stworzyć płytę, która ukaże jej dojrzalszy, łagodniejszy styl muzyczny.
Ze względu na brzmienie, album w dużym stopniu przypomina debiut Lavigne – łączy w sobie elementy muzyki popowej i pop-rockowej. W utworach dominują dźwięki instrumentów strunowych, głównie gitary (zarówno akustycznej, jak i elektrycznej) oraz fortepianu, choć w singlu „What the Hell” pojawiają się elementy muzyki elektronicznej. Wśród energicznych piosenek znajdują się „What the Hell” – pochwała radości i wolności, „Stop Standing There” w stylu żeńskich grup z lat pięćdziesiątych oraz „Smile”, w którym Lavigne wyraża wdzięczność wobec wyjątkowych osób w jej życiu. Artystka opowiada w utworach „Push” i „Everybody Hurts” o różnych etapach związku, pokazuje swoje wrażliwe oblicze balladami „Wish You Were Here” bądź „Remember When”, jak również odnajduje siłę, by zamknąć pewien rozdział w życiu i zacząć kolejny („Goodbye”).

## Promocja
Lavigne zaprezentowała pierwszy singiel „What the Hell” oraz „Girlfriend” podczas Dick Clark’s New Year’s Rockin’ Eve 31 grudnia 2010. Przez następne dwa dni piosenkę można było darmowo pobrać za pośrednictwem oficjalnego profilu piosenkarki na Facebooku. Teledysk do singla został wypuszczony w styczniu 2011.
17 lutego 2011 Avril zapowiedziała trasę promującą Goodbye Lullaby – The Black Star Tour. Nazwę tour ustaliła razem ze swoimi fanami podczas pobytu w Londynie. Pierwszy koncert odbędzie się 6 maja 2011 w Pekinie.

## Lista utworów
| Nr  | Tytuł                 | Autorzy tekstów                | Producenci            | Czas |
| --- | --------------------- | ------------------------------ | --------------------- | ---- |
| 1.  | "Black Star"          | Avril Lavigne                  | Deryck Whibley        | 1:34 |
| 2.  | "What the Hell"       | Lavigne, Max Martin, Shellback | Max Martin, Shellback | 3:39 |
| 3.  | "Push"                | Lavigne, Evan Taubenfeld       | Whibley               | 3:01 |
| 4.  | "Wish You Were Here”  | Lavigne, Martin, Shellback     | Max Martin, Shellback | 3:45 |
| 5.  | "Smile”               | Lavigne, Martin, Shellback     | Max Martin, Shellback | 3:29 |
| 6.  | "Stop Standing There" | Lavigne                        | Butch Walker          | 3:27 |
| 7.  | "I Love You"          | Lavigne, Martin, Shellback     | Max Martin, Shellback | 4:01 |
| 8.  | "Everybody Hurts"     | Lavigne, Taubenfeld            | Whibley               | 3:41 |
| 9.  | "Not Enough"          | Lavigne, Taubenfeld            | Whibley               | 4:18 |
| 10. | "4 Real"              | Lavigne                        | Avril Lavigne         | 3:28 |
| 11. | "Darlin"              | Lavigne                        | Whibley               | 3:50 |
| 12. | "Remember When"       | Lavigne                        | Whibley               | 3:29 |
| 13. | "Goodbye"             | Lavigne                        | Lavigne               | 5:29 |
| 14. | "Alice”               | Lavigne                        | Walker                | 4:59 |

## Wydanie specjalne
Wydanie specjalne Goodbye Lullaby (special edition) zawiera dodatkowe piosenki oraz płytę DVD:

### Bonus Tracks
| 15. "What The Hell (Acoustic)"      | Lavigne, Max Martin, Shellback | Max Martin | 3:40 |
| 16. "Push (Acoustic)"               | Lavigne, Evan Taubenfeld       | Whibley    | 2:45 |
| 17. "Wish You Were Here (Acoustic)" | Lavigne, Martin, Shellback     | Martin     | 3:45 |
| 18. "Bad Reputation"                | Joan Jett                      | Whibley    | 2:41 |

### Bonus DVD
Rozdziały The Making Of Goodbye Lullaby:
- Introduction
- Avril Talks About The Making of Goodbye Lullaby
- Avril In The Studio
- Goodbye Lullaby... The Songs
- First Band Rehearsals for „What The Hell”
- Acoustic Studio Session
- Album Cover Photo Shoot

## Sprzedaż albumu
| Listy (2011)                   | Najwyższe pozycje |
| ------------------------------ | ----------------- |
| Australia (ARIA Charts)        | 1                 |
| Belgia (Ultratop Flandria)     | 22                |
| Belgia (Ultratop Walonia)      | 35                |
| Holandia (MegaCharts)          | 11                |
| Irlandia (IRMA)                | 12                |
| Japonia (Oricon)               | 2                 |
| Szwecja (Swedish Album Charts) | 10                |